# Просёлок (картина)
«Просёлок» — картина русского художника Алексея Саврасова (1830—1897), написанная в 1873 году. Она является частью собрания Государственной Третьяковской галереи (инв. 829). Размер картины — 70 × 57 см.

## История
Алексей Саврасов написал картину «Просёлок» в 1873 году. Когда картина была готова, Саврасов не стал посылать её на выставку передвижников, а подарил её своему другу — художнику Иллариону Прянишникову. Только через двадцать лет, в 1893 году, картина была показана на одной из выставок и получила очень хорошие отзывы. В том же 1893 году Илларион Прянишников подарил картину «Просёлок» Третьяковской галерее.

## Описание

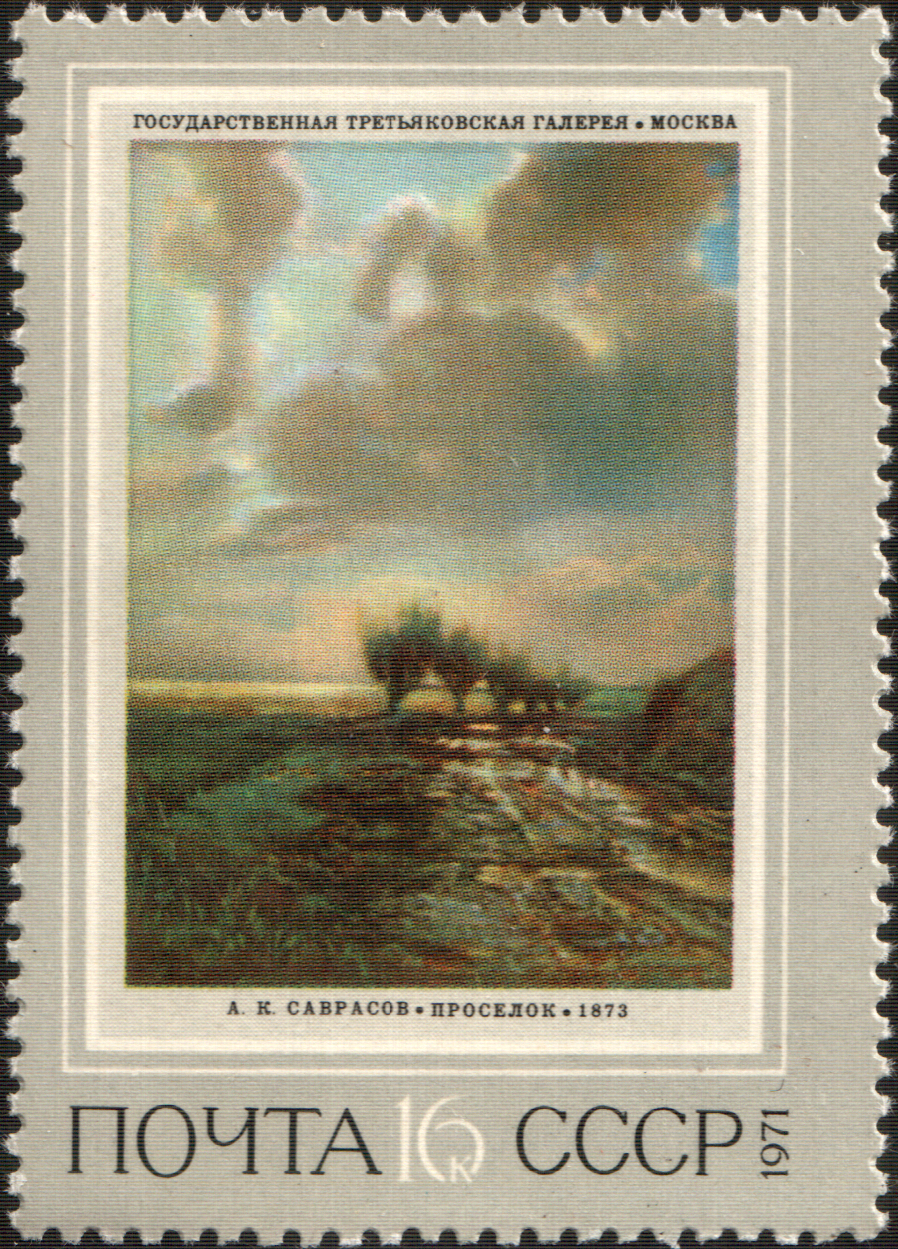
Картина «Просёлок» на почтовой марке СССР 1971 года

На картине изображена размытая дождём просёлочная дорога, покрытая лужами и грязью. По-видимому, сильный дождь прошёл совсем недавно — небо покрыто тучами, а ветер продолжает трепать деревья (вётлы), стоящие вдоль дороги. Через тучи пробивается солнце, а слева от дороги видна яркая зелень свежей травы.
Картина передаёт чувство тоски и одиночества и отражает сложное психологическое состояние, в котором находился художник в период её создания.

## Отзывы и критика
Искусствовед Николай Новоуспенский называл картину «Просёлок» «одним из высочайших творений художника» и считал, что она может поспорить по своей художественной силе и содержательности с его наиболее известным полотном «Грачи прилетели». Далее он писал:
Живопись «Просёлка» отличается свободой и зрелостью приёмов, тем особым благородством и эмоциональной насыщенностью мазка, которые свойственны только произведениям самого высокого художественного уровня. Именно цветовое решение рождает прежде всего то чувство волнения, которое возникает перед этой картиной у всякого, кто способен отзываться на поэзию художественного образа.
Искусствовед Фаина Мальцева называла «Просёлок» «новаторской по живописи и образному строю» картиной и отмечала смелость решения художника, «ограничившего сюжет пейзажа только мотивом размытой дождями просёлочной дороги, типичным для облика заброшенных в глуши селений». Она писала, что «мы едва ли найдём в творчестве Саврасова другое произведение, которое стало бы подобно „Просёлку“ второй вершиной его искусства после „Грачей“».